# Wirciżyr
Wirciżyr – staropolskie imię męskie, złożone z członów Wirci- ("wiercić") i -żyr ("pokarm, czynność jedzenia, życie").